# Erecops
Erecops is een geslacht van hooiwagens uit de familie Assamiidae.
De wetenschappelijke naam Erecops is voor het eerst geldig gepubliceerd door Roewer in 1940. 

## Soorten
Erecops is monotypisch en omvat slechts de volgende soort:
- Erecops multispina